# Луганский академический украинский музыкально-драматический театр
Луганский областной академический украинский музыкально-драматический театр (укр. Луганський обласний академічний український музично-драматичний театр) был основан в 1941 году в Харькове как Харьковский украинский драматический театр. В 1944 году в Луганске на его базе был создан Ворошиловградский украинский музыкально-драматический театр. В 1999 году театр получил собственное помещение. В 2014 году из-за российской агрессии театр был эвакуирован из захваченного контролируемой Россией ЛНР Луганска в Северодонецк, а после начала полномасштабной российской агрессии в 2022 году — в Сумы.
Часть коллектива театра в 2014 году осталась в Луганске как театр «На Оборонной».

## История
В августе 1941 г. в Харькове создается Харьковский украинский драматический театр для обслуживания воинских частей и госпиталей в годы Великой Отечественной войны. Труппа театра была собрана из актёров, эвакуированных из разных областей Украины. У истоков театра стояли первый художественный руководитель заслуженный артист Украины В. С. Довбищенко и режиссёр А. Я. Громов. Труппа театра была отправлена на Закавказский фронт в город Кутаиси Грузинской ССР. В ноябре 1943 г. творческий состав пополнился группой украинских актёров из Винницы и Запорожья. Театр получил официальное название Харьковский украинский театр музыкальной комедии. Однако в мае 1944 г. театр был направлен обратно на Украину — и переименован в Ворошиловградский областной украинский музыкально-драматический театр. Летом того же года выступления театра начались в г. Ровеньки Ворошиловградской(Луганской) области. В этом городе театр находился четыре месяца и в ноябре 1944 г. переехал в г. Ворошиловск (Алчевск). В это время в репертуаре театра были такие спектакли: «Украдене щастя», «Безталанна», «Хмара», «Сватання на Гончарівці», «Пошились у дурні», «Наталка Полтавка», «Партизани в степах України», «Китайський флакон», «Они не уйдут от расплаты», «Лісова пісня». После Алчевска украинский театр переезжал и в другие города области(Лисичанск, Попасная). Актерам пришлось выступать в восстановленных шахтах, на строительных площадках, в полевых станах, обслуживая посевную компанию в 1945 году. Непосредственно в городе Ворошиловграде (Луганске) театр начал работать только летом 1945 года. К этому времени немного изменилось его название, он стал называться — Ворошиловградский украинский музыкально-драматический театр.
Открытие первого сезона украинского театра в Ворошиловграде(Луганске) состоялось 21 июля 1945 года на сцене Ворошиловградского дворца культуры им. Ленина постановкой пьесы М. П. Старицкого «Ой, не ходи Грицю, та й на вечорниці»(реж. — В. Довбищенко). В конце ноября того же года театр открыл зимний сезон постановкой оперы П. П. Гулака-Артемовского «Запорожець за Дунаєм».
В 1947 г. театр получил имя русского драматурга А. Н. Островского. Руководителями были: заслуженный артист УССР Г.Ефименко, А.Бондаренко.
В январе 1950 г. для театра определена постоянная база в г. Кадиевка — Дворец культуры им. М.Горького.
По Постановлению Совета Министров СССР № 1393 от 12 декабря 1962 г., с 1 января 1963 года Украинский музыкально-драматический театр им. А. Н. Островского был объединен с Русским драматическим театром в единый Луганский областной драматический театр с двумя труппами: русской и украинской. Художественным руководителем стал Петр Сидорович Ветров (1911—1980), ранее главный режиссёр Ворошиловградского русского драмтеатра (1952—1959), народный артист УССР (1954).
23 октября 1970 года приказом министра культуры Украинской ССР официально переименован в Ворошиловградский областной музыкально-драматический театр.
1 февраля 1990 года театр вновь был реорганизован. Украинская труппа стала именоваться Луганский областной украинский музыкально-драматический театр, а русская — Луганский областной русский драматический театр.
В самом конце декабря 1997 г. украинский театр получает отдельное помещение (ул. Оборонная, 11), а русский театр остался в прежнем, своем собственном здании.
В 2002 г. получил статус академического театра.
С 1987 года по 2014 главным режиссёром театра являлся Владимир Юрьевич Московченко (24 июля 2014 уехал в Северодонецк).

### Российско-украинская война
После начала войны в Донбассе в 2014 году театр приостановил деятельность, а затем разделился на Северодонецкий на Украине и Луганский в ЛНР, а затем России.
В декабре 2014 года театр начал работу в городе Северодонецк, ему было предоставлено помещение Северодонецкого городского театра драмы. Однако не удалось эвакуировать материально-техническую базу, а большая часть коллектива осталась работать в Луганске, поэтому для замещения вакансий был объявлен большой конкурс. Режиссёром стал Григорий Богомаз-Бабий.
В Луганск же к сентябрю 2014 года вернулось большинство творческого коллектива. Инициативную группу в Луганске возглавил заслуженный артист Украины, режиссёр Анатолий Николаевич Яворский (c 2016 главный режиссёр театра). Художественным руководителем остался Михаил Васильевич Голубович.

#### Театр в Луганске
В мае 2015 года в Луганске был представлен первый после начала войны спектакль — музыкальная комедия «Кавалер роз». В ноябре 2015 года руководство театра приняло решение об открытии театральной студии «Воображариум». В студию после экзамена было принято 60 человек от 7 до 14 лет. Был проведён капитальный ремонт малого зрительного зала на 150 мест, а театр передал его студии. В преподавательский состав студии вошли ведущие актёры театра: народная артистка Украины Наталья Коваль, заслуженный артист Украины Анатолий Яворский, Ольга Тарасенко, Георгий Пачкория, Дарья Сидяченко.
В 2023 году на XXI Театральном форуме «Золотой Витязь» в Москве спектакль «Спасти камер-юнкера Пушкина» по Михаилу Хейфецу в постановке Александра Реде завоевал Приз «Золотой Витязь».
В 2024 году на XXV фестивале «Славянские театральные встречи» в Брянске постановка театра «Леди Макбет» завоевала «Приз зрительских симпатий», а исполнительница главной роли актриса Наталья Недоступ удостоена приза «Лучшая женская роль».

#### Театр в Северодонецке
В мае 2015 года в Северодонецке был представлен первый после начала войны спектакль — «Наша кухня» по пьесе Аси Котляр. В октябре 2015 года на должность директора назначен Сергей Дорофеев, под его руководством театр направил вектор своей деятельности на дальнейшее развитие, а не только на выживание в чрезвычайно сложных условиях (отсутствие собственной сцены, материально-технической базы, профессиональных кадров, репертуара и т. п.). Первые гастроли перемещенного театра прошли в марте 2016 года в Киеве, где во время культурно-художественной акции «Непокоренная Луганщина»(укр. Нескорена Луганщина), на сцене Национального академического театра им. И. Франко театр представил два спектакля. В феврале 2016 года в театр возвращается заслуженный деятель искусств Украины Владимир Московченко, занимающий должности художественного руководителя (до 2019 года) и главного режиссера театра (с 2019 г. до апреля 2020 г.).В 2016 году актрисам театра Ольге Яковенко и Наталии Карчковой были присвоены почетные звания «Заслуженный артист Украины». В 2021 году актеру театра Ивану Шербулу было присвоено звание «Народный артист Украины», главной балетмейстерке театра Ирине Серековой звание «Заслуженный работник культуры Украины». С 2021 года должность главного режиссера театра занимает заслуженный артист Украины Максим Александрович Булгаков. В 2022 году в ходе полномасштабного вторжения России на Украину, здание театра в Севередонецке было разрушено, часть труппы переехала в Сумы.